# 奥尔切
奥尔切，是西班牙卡斯蒂利亚-拉曼恰瓜达拉哈拉省的一个市镇。总面积44平方公里，总人口1604人（2001年），人口密度36人/平方公里。